# Danny Boffin
Pour les articles homonymes, voir Boffin.
Danny Boffin, né le 10 juillet 1965 à Saint-Trond en Belgique, est un footballeur international et entraîneur belge, actuellement en poste au KFC Diest.

## Biographie
Ce milieu de terrain gaucher de petit gabarit, 1,72 m (5′ 8″) pour 63 kg, fait son écolage dans le club local de première division : le Saint-Trond VV, où en 1984, il fait son entrée dans l'équipe professionnelle.  Il quittera trois ans plus tard de hel van Staaien pour le RFC Liège.
Au Stade Vélodrome de Rocourt, Danny Boffin participe aux dernières grandes années des Sang et Marine. Sous la férule de Robert Waseige, le club de la principauté se place dans la première partie du classement et fait partie de l'élite nationale, menant également quelques belles campagnes européennes, et remportant la Coupe de Belgique en 1990 face au  Germinal Ekeren. À Liège, Danny Boffin dispute 166 matchs et devient Diable Rouge. Il côtoie dans le club mosan des joueurs d'envergure comme les internationaux belges Daniel Veyt et Jacky Munaron, les Nigérians Victor Ikpeba (vainqueur du soulier d'Ebène 1993) et Sunday Oliseh, mais aussi Gert Claessens, Luc Ernès, Bernard Wegria, Ranko Stojić (en), Didier Quain, Zvonko Varga, Nebojša Malbaša, Jean-Marc Bosman, et Jean-François De Sart qu'il accompagna à l'été 1991 vers le champion en titre, le RSC Anderlecht.
Durant les années bruxelloises du joueur (1991-1997), cinq entraineurs se succèdent à la tête de l'équipe : Aad de Mos, Luka Peruzovic, Johan Boskamp, Herbert Neumann et Raymond Goethals. On retiendra particulièrement le Néerlandais Boskamp qui remporta les championnats 1993, 1994, et 1995, ainsi que la coupe de Belgique 1994. 
Boffin s'impose dans le onze anderlechtois malgré les changements d'entraîneurs et la rude concurrence dans l'effectif. Entouré de souliers d'or comme Philippe Albert, Gilles de Bilde, Marc Degryse, Pär Zetterberg, mais aussi d'autres joueurs de haut vol comme Luc Nilis, Luis Oliveira, Georges Grün et Filip De Wilde, Danny Boffin participe à plus de 220 matchs, à trois Ligue des champions, ainsi qu'à trois Coupe UEFA. C'est en Ligue des champions qu'il inscrit de son propre aveu, le plus beau de ses 33 buts anderlechtois : le 8 décembre 1993 au Weserstadion , Boffin marque le but du 0-3, en allant chercher une magnifique lucarne avec son mauvais pied. Cela ne suffit cependant pas pour le RSCA qui après un retournement de situation est défait 5-3 par le Werder Brême.
En 1997, Danny Boffin arrive en France, en Lorraine, au FC Metz, où on le surnomma « la mobylette », pour sa vitesse sur le terrain. Alors que la France du football prépare « son » Mundial, le club du président Carlo Molinari réalise une saison flamboyante. Au terme d'un long duel, les Grenats terminent deuxièmes derrière le RC Lens, uniquement départagés au nombre de buts inscrits. L'entraîneur Joël Muller possède à l'époque un noyau riche en talents, avec notamment l'attaquant Robert Pirès, en défense Sylvain Kastendeuch et Rigobert Song, ainsi que, parmi d'autres, Bruno Rodriguez, Frédéric Meyrieu, Jocelyn Blanchard, Louis Saha et Lionel Letizi. Si les saisons suivantes l'équipe rentre dans le rang en Ligue 1 avec une 10e place en 1998-99, et une 11e place en 1999-2000, la saison 1998-1999 est marquée par un autre duel avec le RC Lens, cette fois ci en finale de la coupe de la ligue de football, et malheureusement pour le club lorrain, c'est à nouveau le RC Lens qui s'impose, 1-0 au Stade de France. Danny Boffin porta à plus de 110 reprises le maillot grenat et scora à 9 reprises en Ligue 1, prit part à la Ligue des champions 1998-1999 et à deux coupes de l'UEFA, ce qui fait de lui l'un des piliers des plus belles saisons des Messins.
En janvier 2001, c'est le retour au pays et dans son club formateur pour Danny Boffin : il signe à Saint-Trond VV. Malgré ses 35 ans, il s'impose une fois de plus en Jupiler League. Il fait un second tour de haut niveau, et une saison 2001-2002 excellente, ce qui fit de lui un des grands favoris au soulier d'or belge 2002, date à laquelle Danny va prendre sa retraite professionnelle.
Au niveau international, il a participé à 53 rencontres pour les Diables rouges, et fut du voyage aux États-Unis à la Coupe du monde 1994, en France à la coupe du monde 1998 et enfin, au Japon et en Corée du Sud pour la coupe du monde 2002.
En février 2007, Danny Boffin a comparu devant le tribunal correctionnel de Hasselt dans le cadre de trois affaires à caractère financier. Il est suspecté d'abus de confiance, de faillite frauduleuse, et de faux en écriture. Les trois affaires concernent des transactions, suspectées illégales, de voitures de luxe. Le 16 mai 2007, Danny Boffin bénéficie de la suspension du prononcé, accordé sous conditions: il devra respecter les conditions du règlement collectif de dettes.

## Carrière de joueur
- 1984-1987 : Saint-Trond VV
- 1987-1991 : RFC de Liège (4) ( Belgique)
- 1991-1997 : RSC Anderlecht (35) ( Belgique)
- 1997-déc. 2000 : FC Metz ( France)
- jan. 2001-déc. 2003 : Saint-Trond VV (373) ( Belgique)[18]
- jan. 2004-2004 : Standard de Liège ( Belgique

## Palmarès

### En club
- Champion de Belgique en 1993, 1994 et 1995 avec RSC Anderlecht
- Vainqueur de la Coupe de Belgique en 1990 avec le RFC Liège et en 1994 avec le RSC Anderlecht

### En équipe de Belgique
- 53 sélections et 1 but de 1989 à 2002
- Participation à la Coupe du monde en 1994 (1/8 de finaliste), en 1998 (Premier Tour) et en 2002 (1/8 de finaliste)

## Carrière d'entraineur
- depuis mars 2017 :  Patro Eisden Maasmechelen